# Ernst Heinrich Zimmermann
Benedikt Ernst Heinrich Zimmermann (* 22. September 1886 in Wolfenbüttel; † 28. Februar 1971 in Tutzing) war ein deutscher Kunsthistoriker und Museumsleiter. Er war von 1920 bis 1936 Direktor des Germanischen Nationalmuseums in Nürnberg, anschließend bis 1957 Direktor der Berliner Gemäldegalerie und von 1948 bis 1957 Generaldirektor der ehemals Staatlichen Museen in West-Berlin.

## Leben
Zimmermann, Sohn des Archivars Paul Zimmermann und seiner Frau Maria, geb. Pfaff, war über seine Großmutter väterlicherseits ein Neffe des Kunsthistorikers Wilhelm von Bode. Er besuchte das Gymnasium Große Schule in Wolfenbüttel und studierte ab 1906 Kunstgeschichte in Freiburg (Sommersemester 1906), Wien (Wintersemester 1907/08–Sommersemester 1908), Berlin (Wintersemester 1908/09) und Halle (Wintersemester 1907/08–Sommersemester 1908, Sommersemester 1909–Wintersemester 1909/10). 1910 wurde er in Halle bei Adolph Goldschmidt mit einer Arbeit aus dem Gebiet der Buchmalerei promoviert. Danach wirkte er von 1910 bis 1915 in Wien als Mitarbeiter des Deutschen Vereins für Kunstwissenschaft an dem Grundlagenwerk Corpus monumentorum artis Germaniae ‚Denkmäler deutscher Kunst‘ mit. Seine dort erarbeitete fünfbändige Reihe Vorkarolingische Miniaturen erschien 1916. 1915 wurde er Assistent an der Österreichischen Staatsgalerie in Wien. Im Januar 1919 wurde er Direktorialassistent am Kunstgewerbemuseum in Berlin unter Otto von Falke. 
Im August 1920 wurde er zunächst kommissarisch, zum 1. Oktober 1920 endgültig als Erster Direktor Leiter des Germanischen Nationalmuseums in Nürnberg. Während seiner Amtszeit fand der Neubau für die Abteilung der Barock- und Rokokokunst sowie eine Erweiterung der Gemälde- und Skulpturensammlung statt. Er organisierte die erste Dürer-Jubiläumsausstellung, eine Ausstellung vordürerscher Nürnberger Malerei 1930, in Nürnberg und 1933 eine Veit-Stoß-Ausstellung.
Zum 1. Oktober 1936 wurde Zimmermann Direktor der Gemäldegalerie in Berlin. Im März 1938 wurde er bei vollen Bezügen vom Dienst suspendiert, konnte jedoch ab Juni 1940 wieder in den Museumsdienst zurückkehren.
Während des Zweiten Weltkrieges war er von 1940 bis 1943 in Dijon und Bordeaux für den deutschen Kunstschutz tätig. Nach dem Krieg kümmerte er sich in West-Berlin um die Rückführung der ausgelagerten Berliner Museumsschätze und blieb Direktor der Gemäldegalerie, deren Westteil in Dahlem unterkam. Von 1948 bis zu seinem Ruhestand am 11. Februar 1957 war er Generaldirektor der Ehemals Staatlichen Museen in Berlin (West). 1953 wurde ihm das Bundesverdienstkreuz 1. Klasse verliehen und 1956 das Große Bundesverdienstkreuzes.

## Veröffentlichungen (Auswahl)
- Die Fuldaer Buchmalerei in karolingischer und ottonischer Zeit. In: Kunstgeschichtliches Jahrbuch der K.K. Zentral-Kommission für Kunst- und Historische Denkmale in Wien. 4, 1910, S. 1–104 (Dissertation, Digitalisat).
- Watteau. Des Meisters Werke in 182 Abbildungen (= Klassiker der Kunst in Gesamtausgaben 21). Deutsche Verlags-Anstalt, Stuttgart 1912.
- Vorkarolingische Miniaturen (= Denkmäler deutscher Kunst. III. Sektion: Malerei. 1). Deutscher Verein für Kunstwissenschaft, Berlin 1916 (4 Mappen Gross-Folio mit 341 Lichtdrucktafeln und 1 Band Text Gross-Oktav mit 25 Abbildungen).
- Das Alt-Wiener Sittenbild. Schroll, Wien 1923.
- Kunstgewerbe des frühen Mittelalters auf Grund des nachgelassenen Materials Alois Riegls (= Alois Riegl: Die spätrömische Kunstindustrie. Teil 2). Wien 1923.